# Thesium megalocarpum
Thesium megalocarpum är en sandelträdsväxtart som beskrevs av Arthur William Hill. Thesium megalocarpum ingår i släktet spindelörter, och familjen sandelträdsväxter. Inga underarter finns listade i Catalogue of Life.